# Slepčaren
Slepčaren (makedonska: Слепчарен) är en dal i Nordmakedonien. Den ligger i kommunen Struga, i den västra delen av landet, 100 kilometer sydväst om huvudstaden Skopje.